# Mesodillo eremitus
Mesodillo eremitus är en kräftdjursart som beskrevs av Karl Wilhelm Verhoeff1926. Mesodillo eremitus ingår i släktet Mesodillo och familjen Armadillidae. Inga underarter finns listade i Catalogue of Life.